# 大田ワールドカップ競技場
大田ワールドカップ競技場（テジョンワールドカップきょうぎじょう、朝: 대전 월드컵 경기장）は、大韓民国の大田広域市にあるサッカー専用競技場である。愛称はパープル・アリーナ（퍼플 아레나）。
半開閉式の屋根を備えたサッカー専用スタジアムで、2002年に開催された日韓W杯では会場として、南アフリカ対スペイン、ポーランド対アメリカ、決勝トーナメント1回戦では地元韓国対イタリアの3試合が開催された。
W杯終了後は、地元のクラブ・大田シチズンの本拠地として使用されている。2005年、東アジアサッカー選手権の会場の一つにもなった。2007年には大田都市鉄道1号線ワールドカップ競技場駅が徒歩5分ほどのところに開業し、交通の便がよくなった。2017年5-6月、FIFA U-20ワールドカップの会場の一つとして利用された。